# كريغ باركر
كريغ باركر (بالإنجليزية: Craig Parker)‏ مواليد 12 نوفمبر 1970 في سوفا، فيتي ليفو، فيجي، هو ممثل نيوزلندي بدأ مسيرته الفنية عام 1987.

## الحياة الشخصية
انتقل جده من أدنبرة، اسكتلندا إلى فيجي عندما كان متمركزا خلال السنوات التي قضاها في الخدمة في الجيش البريطاني.
بغض النظر عن أصله الإسكتلندي، باركر لديه اللغة الويلزية والدانماركية والإنجليزية ونسب من الكورنوال.

## روابط خارجية
- كريغ باركر على موقع IMDb (الإنجليزية)
- كريغ باركر على موقع ألو سيني (الفرنسية)
- كريغ باركر على موقع أول موفي (الإنجليزية)
- كريغ باركر على موقع إن إن دي بي (الإنجليزية)
- كريغ باركر على موقع قاعدة بيانات الفيلم (الإنجليزية)
- كريغ باركر على موقع كينوبويسك (الروسية)